# Гнілчик
Гнілчик (словац. Hnilčík) — село в окрузі Спішска Нова Вес Кошицького краю Словаччини. Площа села 22,23 км². Станом на 31 грудня 2015 року в селі проживало 556 жителів.

## Історія
Перші згадки про Гнілчик датуються 1315 роком.

## Географія
Протікає Залізний потік.

## Населення
| Рік:            | 1994. | 2004.   | 2014.   | 2024.   |
| --------------- | ----- | ------- | ------- | ------- |
| Кількість осіб: | 490   | 520     | 547     | 535     |
| Різниця:        |       | +6,12 % | +5,19 % | -2,19 % |

| Рік:            | 2023. | 2024.   |
| --------------- | ----- | ------- |
| Кількість осіб: | 548   | 535     |
| Різниця:        |       | -2,37 % |